# عين الذهب (دريكيش)
عين الذهب قرية سورية تتبع ناحية دوير رسلان في منطقة دريكيش في محافظة طرطوس. بلغ عدد سكانها 665 نسمة في عام 2004 حسب إحصاء المكتب المركزي للإحصاء. سكان القرية من الطائفة العلوية.